# Lista de prémios e indicações recebidos por Nelly Furtado
Esta é a lista de prêmios e indicações recebidos por Nelly Furtado, uma cantora e compositora canadense. Desde o início de sua carreira, Furtado recebeu 60 prêmios 118 indicações.
Com primeiro hit de Furtado o single "I'm Like A Bird", de seu álbum de estréia Whoa, Nelly!, ela ganhou o Granny Award para Melhor Performance Vocal Pop Feminina em 2002, um prêmio Juno e "Best Pop New Artist Clip" no Billboard Music Video Awards.
Seu segundo álbum, Folklore (2003), não foi um sucesso, mas ainda lhe valeu um prémio Juno e 5 outras nomeações.
Loose, o terceiro álbum, foi o álbum mais bem sucedido de sua carreira. Ela ganhou um "Best International Female Solo Artist" no Brit Awards de 2007, a nomeação ao Grammy Award de Melhor Colaboração Pop com Vocais de 2007 e um Álbum do Ano no MTV Europe Music Awards.

## American Music Awards
O American Music Awards é uma das maiores premiações anuais da música norte-americana (ao lado dos Grammys e dos Billboard Music Awards). Os AMAs foras criados por Dick Clark em 1973. Nelly foi nomeada duas vezes.
| Ano  | Trabalho nomeado | Prémio                          | Resultado |
| ---- | ---------------- | ------------------------------- | --------- |
| 2002 | Nelly Furtado    | Favorite Pop/Rock New Artist    | Indicado  |
| 2007 | Nelly Furtado    | Favorite Pop/Rock Female Artist | Indicado  |